# Erica latiflora
Erica latiflora är en ljungväxtart som beskrevs av Harriet Margaret Louisa Bolus. Erica latiflora ingår i släktet klockljungssläktet, och familjen ljungväxter. Inga underarter finns listade i Catalogue of Life.